# フィン・バクスター
フィン・バクスター（Fin Baxter、2002年2月12日 - ）は、プレミアシップ・ラグビーのハーレクインズに所属している、イングランド出身のラグビーユニオン選手。

## 経歴
ロンドンのウォルサム・フォレスト区で生まれ、5歳の時にコブハムRFC（Cobham　RFC）でラグビーを始める。サッカーや柔道もやっていた。
2015年、13歳の時にハーレクインズのアカデミーに入団。
2019年、U18イングランド代表のキャプテンを務めた。
2020年12月、18歳の時に、ラシン92戦で控え出場し、ハーレクインズの公式戦デビューを果たした。
2021年、U20イングランド代表としてU20シックス・ネイションズ・チャンピオンシップに出場。チームは、ジュニア版のトリプルクラウンを獲得した（アイルランド、スコットランド、ウェールズに勝利した）。
2022年、U20イングランド代表のキャプテンを務めた。
2022年12月、ヨーロピアンラグビーチャンピオンズカップ2022-23のハーレクインズ対ラシン92戦で、マン・オブ・ザ・マッチに選ばれた。
2024年2月25日、イングランドA代表として、ポルトガル代表戦に先発出場し勝利した。
2024年7月6日、22歳の時に、イングランド代表として、先発ジョー・マーラーに代わり、前半18分から出場し、テストマッチデビューを果たした。
2025年2月8日、シックスネーションズ2025のフランス戦で、イングランド代表として初トライを挙げた。